# 22 février aux Jeux olympiques d'hiver de 2014
Le samedi 22 février aux Jeux olympiques d'hiver de 2014 est le dix-septième et avant-dernier jour de compétition.

## Programme
| Heure UTC+4 (Sotchi)                          |               |
| bleu                                          | Cérémonie     |
| neutre                                        | Épreuve       |
| or                                            | Finale        |
| orange                                        | Petite finale |
| rose                                          | Reporté       |
| gris                                          | Annulé        |
| Compétition masculine                         | Hommes        |
| Compétition féminine                          | Femmes        |
| Compétition mixte (hommes et femmes mélangés) | Mixte         |
| Compétition en couple (1 homme et 1 femme)    | Couple        |
| modifier                                      |               |

| Horaire | Discipline Spécialité | Discipline Spécialité                             | Discipline Spécialité                         | Phase                 | Résultats                                               | Références |
| ------- | --------------------- | ------------------------------------------------- | --------------------------------------------- | --------------------- | ------------------------------------------------------- | ---------- |
| 09:15   |                       | Snowboard Slalom parallèle (première manche)      | Compétition hommes                            | Manche de compétition | -                                                       | -          |
| 09:15   |                       | Snowboard Slalom parallèle (première manche)      | Compétition femmes                            | Manche de compétition | -                                                       | -          |
| 13:15   |                       | Snowboard Slalom parallèle (deuxième manche)      | Compétition hommes                            | Finale                | Vic Wild · Žan Košir · Benjamin Karl                    | -          |
| 13:15   |                       | Snowboard Slalom parallèle (deuxième manche)      | Compétition femmes                            | Finale                | Julia Dujmovits · Anke Karstens · Amelie Kober          | -          |
| 13:30   |                       | Ski de fond 30 km départ groupé                   | Compétition femmes                            | Finale                | Marit Bjørgen · Therese Johaug · Kristin Størmer Steira | -          |
| 16:45   |                       | Ski alpin Slalom (première manche)                | Compétition hommes                            | Manche de compétition | -                                                       | -          |
| 17:30   |                       | Patinage de vitesse Poursuite par équipe          | Compétition hommes                            | Finale                | Pays-Bas · Corée du Sud · Pologne                       | -          |
| 17:30   |                       | Patinage de vitesse Poursuite par équipe          | Compétition femmes                            | Finale                | Pays-Bas · Pologne · Russie                             | -          |
| 18:30   |                       | Biathlon Relais (4 × 7,5 km)                      | Compétition hommes                            | Finale                | Russie · Allemagne · Autriche                           | -          |
| 19:00   |                       | Hockey sur glace Match pour la médaille de bronze | Compétition hommes                            | Finale                | 5-0                                                     | [ 1 ]      |
| 20:15   |                       | Ski alpin Slalom (deuxième manche)                | Compétition hommes                            | Finale                | Mario Matt · Marcel Hirscher · Henrik Kristoffersen     | -          |
| 20:30   |                       | Bobsleigh Bob à quatre - Manche 1 & 2             | Compétition hommes                            | Manche de compétition | -                                                       | -          |
| 20:30   |                       | Patinage artistique Gala d'exhibition             | Compétition mixte (hommes et femmes ensemble) | Démonstration         | -                                                       | -          |

## Médailles du jour
| Rang  | Nation       | Or | Argent | Bronze | Total |
| ----- | ------------ | -- | ------ | ------ | ----- |
| 1     | Autriche     | 2  | 1      | 2      | 5     |
| 2     | Russie       | 2  | 0      | 1      | 3     |
| 3     | Pays-Bas     | 2  | 0      | 0      | 2     |
| 4     | Norvège      | 1  | 1      | 2      | 4     |
| 5     | Allemagne    | 0  | 2      | 1      | 3     |
| 6     | Pologne      | 0  | 1      | 1      | 2     |
| 7     | Corée du Sud | 0  | 1      | 0      | 1     |
| -     | Slovénie     | 0  | 1      | 0      | 1     |
| 9     | Finlande     | 0  | 0      | 1      | 1     |
| Total | Total        | 7  | 7      | 8      | 22    |